# Hecamedoides limbata
Hecamedoides limbata är en tvåvingeart som först beskrevs av Meijere 1914.  Hecamedoides limbata ingår i släktet Hecamedoides och familjen vattenflugor. Inga underarter finns listade i Catalogue of Life.